# Liste polnischer U-Boot-Klassen
Diese Liste befasst sich ausschließlich mit U-Bootklassen der polnischen Marine. Siehe daher auch Liste der U-Boot-Klassen.

## Zusammenfassung

### Geschichte
Die noch junge polnische Marine erhielt zu Beginn der 1930er ihre ersten U-Boote. Es handelte sich um drei Boote der in Frankreich gebauten Wilk-Klasse. Kurz vor Beginn des Zweiten Weltkrieges kamen noch zwei Boote der Orzeł-Klasse hinzu, die in den Niederlanden gebaut worden waren. Während des Krieges wurden noch ein altes US-amerikanische S-Klasse-Boot und zwei moderne britische U-Klasse-Boote von den Alliierten übernommen.
Vier polnische U-Boote kehrten nach dem Krieg nach Polen zurück. Die alten Wilk-Boote wurden aber bald verschrottet. Das verbliebene Orzeł-Klasse-Boot, die ORP Sęp, diente bis Ende der 1960er Jahre als Ausbildungsboot.
In den 1950ern lieferte die Sowjetunion sechs kleine Küstenboote der Maljutka-Klasse, die bald durch vier größere Whiskey-Klasse-Boote ersetzt wurden. Diese Boote wurden bis Mitte der 1980er eingesetzt.
Danach wurden zwei Boote der sowjetischen Foxtrot-Klasse und ein modernes Kilo-Klasse-Boot beschafft. Letzteres ist bis heute im Einsatz.
Im Vorfeld des Beitrittes Polens zur NATO im Jahre 2004 wurde es notwendig, die Ausrüstung der polnischen Armee und Marine an NATO-Standards anzupassen. Deshalb wurden vier relativ alte, aber überholte und modernisierte norwegische Kobben-Klasse-Boote übernommen. Die Boote wurden in den 1960ern in Deutschland als Klasse 207 für Norwegen gebaut. Im Gegenzug wurden die Foxtrott-Klasse-Boote stillgelegt.
Obwohl Polen über eine entwickelte Werftindustrie verfügt, wurden alle polnischen U-Boote im Ausland gebaut und importiert.

### Namensgebung
Die polnische Marine betrachtete und bezeichnete ihre U-Boote stets als Schiffe und nicht als Boote, demzufolge erhielten diese den Präfix ORP (Schiff der Republik Polen) und individuelle Namen. Traditionell als Namensgeber dienen entweder einheimische Wildsäugetiere (Wilk = Wolf, Ryś = Luchs, Żbik = Wildkatze und Dzik = Wildschwein) oder Greifvögel (Orzeł = Adler, Sęp = Geier,Bielik = Seeadler, Kondor, Sokół = Falke, Jastrząb = Habicht). Lediglich bei den in der Ära des Stalinismus in Dienst gestellten Einheiten der Maljutka-Klasse wich man von dieser Tradition ab, indem man diese nach polnischen ethnischen Gruppen benannt hatte, die zuvor (und nachher) den Torpedobooten, Geleitzerstörern oder ähnlichen Überwassereinheiten vorbehalten waren.

## Einheiten
| Klasse                      | Schiffe                                         | Schiffe | Schiffe                                                               | Typ           | Bild |
| Klasse                      | Kennung                                         | Name | Dienstzeit00                                                          | Typ           | Bild |
| --------------------------- | ----------------------------------------------- | --- | --------------------------------------------------------------------- | ------------- | ---- |
| Wilk-Klasse                 |                                                 | Wilk Ryś Żbik                                                                                                 | 1931–1951 1931–1955 1932–1955                                         |               |      |
| Orzeł-Klasse                |                                                 | Orzeł Sęp | 1939–1940 1939–1969                                                   |               |      |
| S-Klasse                    | 0 (SS-130)                                      | Jastrząb (ex-USS S-25)                                                                                        | 1941–1942                                                             |               |      |
| U-Klasse                    | N97 P52                                         | Sokół Dzik | 1941–1946 1942–1947                                                   |               |      |
| Projekt 96                  |                                                 | Kaszub (ex-M-290) Mazur (ex-M-274) Krakowiak (ex-M-236) Ślązak (ex-M-270) Kujawiak (ex-M-245) Kurp (ex-M-246) | 1954–1963 0 1954–1965 0 1954–1965 0 1954–1965 0 1955–1966 0 1955–1966 | Küsten-U-Boot |      |
| Orzeł-Klasse (Projekt 613)  | 292 293 294 295                                 | Orzeł Sokół Kondor Bielik                                                                                     | 1962–1983 1964–1987 1965–1985 1965–1988                               |               |      |
| Orzeł-Klasse (Projekt 877E) | 291                                             | Orzeł | seit 1986                                                             |               |      |
| Wilk-Klasse (Projekt 641)   | 292 293                                         | Wilk Dzik | 1987–2003 1989–2003                                                   |               |      |
| Kobben-Klasse               | 294 (S-308) 295 (S-306) 296 (S-309) 297 (S-319) | Sokół (ex-Stord) Sęp (ex-Skolpen) Bielik (ex-Svenner) Kondor (ex-Kunna)                                       | 2002–2018 0 2002–2021 0 2003–2021 0 2004–2017                         |               |      |